# Christopher Mintz-Plasse
Christopher Charles Chris Mintz-Plasse (ur. 20 czerwca 1989 w Woodland Hills w Los Angeles) – amerykański aktor filmowy i telewizyjny.

## Życiorys

### Wczesne lata
Urodził się w Woodland Hills w Los Angeles jako syn Ellen Mintz, szkolnego doradcy, i Raya Plasse, pracownika poczty. Jego ojciec był katolikiem (miał w połowie pochodzenie polskie, 1/4 francusko-kanadyjskie i 1/4 irlandzkie), a jego matka była Żydówką. Ukończył El Camino Real High School w Woodland Hills, gdzie w pierwszej klasie zaczął występować i był członkiem zespołu improwizacyjnych komedii licealnych. Studiował na Uniwersytecie Arizony. Grał na perkusji w zespole rockowym The Young Rapscallions z przyjaciółmi.

### Kariera
W 2007 roku, pierwsze profesjonalne przesłuchanie doprowadziło do jego pierwszej roli Fogella w komedii Supersamiec (Superbad), za którą otrzymał nominację do nagrody MTV Movie Award w kategorii „Najlepszy przełomowy występ”. Ponieważ podczas filmowania miał mniej niż 18 lat, jego matka musiała być na planie podczas scen seksu. Zagrał Izaaka w biblijnej komedii Harolda Ramisa Rok pierwszy (Year One, 2009). Wystąpił jako Chris „Red Mist” D’Amico, wróg Kicka-Assa (Aaron Johnson) w dreszczowcu komiksowym Matthew Vaughna Kick-Ass (2010). Podkładał głos do filmów animowanych Jak wytresować smoka (How to Train Your Dragon, 2010) i Marmaduke – pies na fali (2010).

## Filmografia

### filmy fabularne
- 2007: Supersamiec (Superbad) jako Fogell / McLovin
- 2008: Wyrolowani (Role Models) jako Augie Farcques
- 2009: Rok pierwszy (Year One) jako Izaak
- 2010: Jak wytresować smoka (How to Train Your Dragon) jako Śledzik (głos)
- 2010: Kick-Ass jako Chris D’Amico/Red Mist
- 2010: Marmaduke – pies na fali jako Giuseppe (głos)
- 2010: Legenda o smoku Gnatochrupie jako Śledzik (głos)
- 2011: Postrach nocy (Fright Night) jako 'zły' Ed Lee
- 2012: ParaNorman jako Alvin (głos)
- 2012: Pitch Perfect jako Tommy
- 2013: Movie 43 jako Mikey
- 2013: To już jest koniec (film Setha Rogena i Evana Goldberga) w roli samego siebie
- 2013: Do zaliczenia (The To Do List) jako Duffy
- 2013: Kick-Ass 2 jako Chris D’Amico/The Motherfucker
- 2014: Sąsiedzi (Neighbors) jako Scoonie
- 2014: Jak wytresować smoka 2 jako Fishlegs Ingerman (głos)
- 2016: Trolle jako król Gristle (głos)
- 2017: The Disaster Artist jako Sid

### seriale TV
- 2010: Melanż z muchą (Party Down) jako Kent
- 2012-: Jeźdźcy smoków (DreamWorks Dragons) jako Śledzik (głos)
- 2016: Sanjay i Craig jako Randy Noodman (głos)
- 2016: Kalifornijski guru jaako Topher
- 2016-17: The Great Indoors jako Clark